# Mälby, Vittinge
Mälby är en by i Vittinge socken, Heby kommun.
Byn är förmodligen senmedeltida, och omtalas första gången i de äldsta skattelängderna 1538 ('Medelby') och omfattade då 8 öresland.